# گلابی آسیایی
گلابی آسیایی (نام علمی: Pyrus pyrifolia) گونه‌ای از گلابی است که شکل آن بیشتر شبیه سیب است.
گلابی‌ها به دلیل قیمت نسبتاً بالا و اندازه بزرگ میوه ارقام، معمولاً برای مهمانان سرو می‌شوند، به عنوان هدیه یا با هم در یک محیط خانوادگی خورده می‌شوند.